# Hanna Laslo

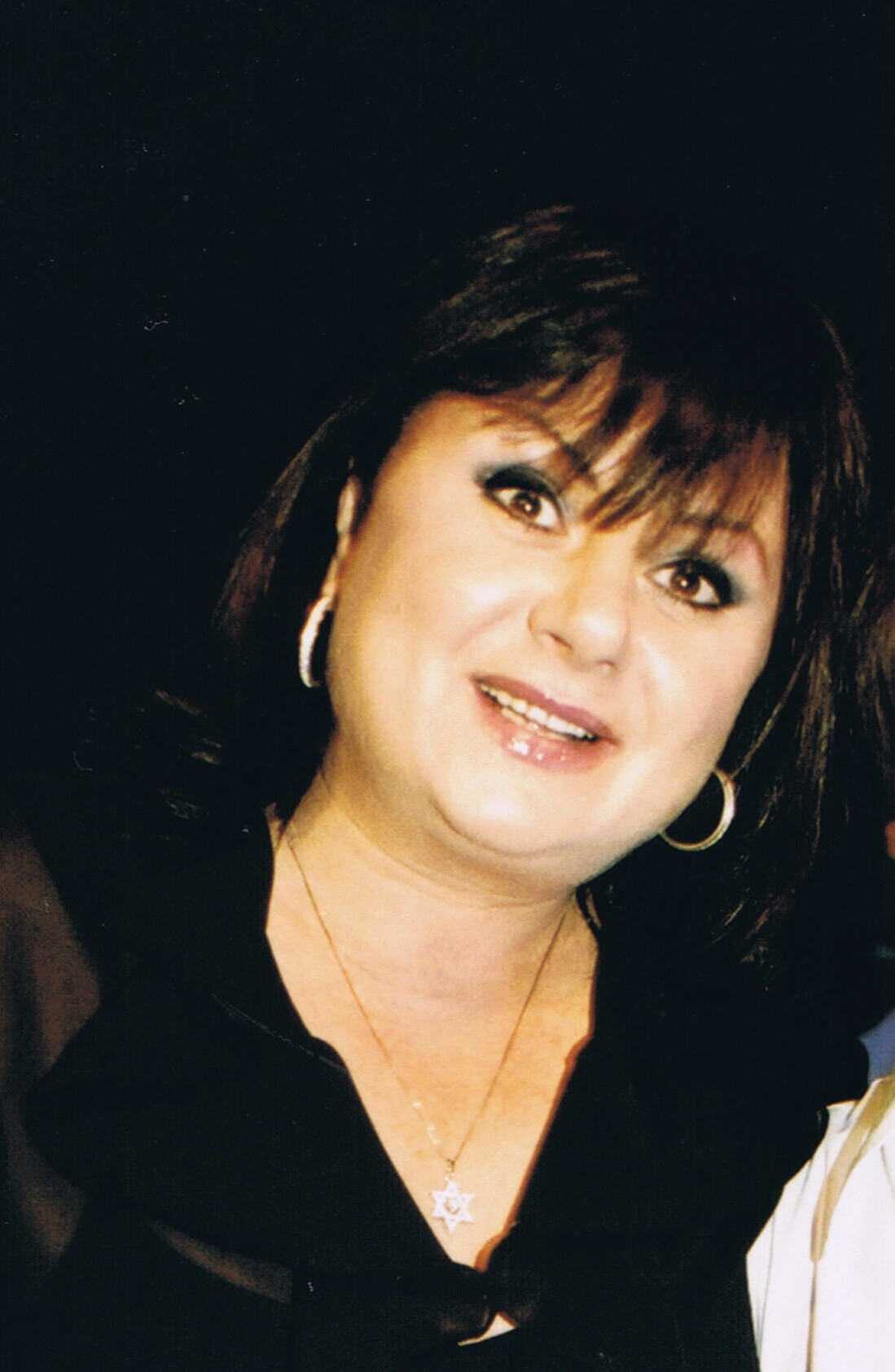
Hanna Laslo 2004

Hanna Laslo (hebräisch חַנָּה לַסְלֹאו Channah Laslāw; * 14. Juni 1953 in Jaffa) ist eine israelische Kabarettistin, Komödiantin und Schauspielerin.

## Leben
Hanna Laslo wurde 1953 in Jaffa geboren, wo sie mit drei weiteren Geschwistern aufwuchs. Die Tochter zweier Auschwitz-Überlebender diente von 1972 bis 1973 in der israelischen Armee. Dort kam sie während ihres Wehrdienstes als Mitglied der musikalischen Theatergruppe des Südkommandos mit der Schauspielerei in Berührung. 
Ab Mitte der 1970er Jahre war Laslo sporadisch mit Nebenrollen in israelischen Spielfilmproduktionen vertreten, sowohl in Komödien wie Assi Dayans Givʿat Chalfon Eina ʿOna bzw. Halfon Hill Doesn’t Answer (1975) und Joel Silbergs Millioner beTzarot bzw. Millionaire in Trouble (1978), als auch Dramen wie Dayans ʿAm Jisraʾel Chai (1981) oder Silbergs Kuni Leml b'Qahir bzw. Kuni Leml in Cairo (1983). Als Kabarettistin und Komödiantin erlangte Laslo in den 1980er und 1990er Jahren durch eine Reihe von One-Woman-Shows im israelischen Theater Bekanntheit, mit denen sie später auch im Fernsehen auftrat, darunter die Figuren der Großmutter Zapta und der Putzfrau Clara. Für ihre Programme bedient sie sich ihrer Kindheitserinnerungen vom Leben in den Immigrantenvierteln des alten Jaffa ebenso wie des Holocausts. Als komödiantischen Mentor nennt Laslo ihren Vater, einen Hutmacher, der fließend Jiddisch sprach und ihr den Humor näher brachte. Preisgekrönt wurde sie 2004 für ihr Stand-up-Comedy-Programm More Hanna than Laslo, mit dem sie unter anderem im Theater Givʿatajim aufgetreten war.
Erfolg im Film war Hanna Laslo erstmals 2003 durch Amos Gitais Ensemblefilm Alila beschieden, der über die Einzelschicksale von Menschen berichtet, die alle in einem ärmlichen Mietshaus in einem Vorort von Tel Aviv leben. Für die Nebenrolle der Mali, der geschiedenen Ehefrau eines ehemaligen israelischen Armee-Offiziers, die sich in einen jüngeren Mann verliebt und ihrem heranwachsenden Sohn die Fahnenflucht vergibt, wurde sie noch im selben Jahr erstmals für den Preis der israelischen Filmakademie nominiert. Zwei Jahre später vertraute Gitai ihr eine der weiblichen Hauptrollen in seinem Drama Free Zone (2005) an, das vor dem Hintergrund des Nahostkonflikts spielt. Der Part der resoluten israelischen Taxifahrerin Hanna Ben Moshe, die sich gemeinsam mit einer jungen US-Amerikanerin (gespielt von Natalie Portman) und einer Palästinenserin (Hiam Abbass) auf den Weg in die titelgebende Freihandelszone an der Grenze Jordaniens macht, brachte ihr auf den 58. Filmfestspielen von Cannes den Preis als beste Darstellerin ein, wo sie sich unter anderem gegen so etablierte Aktricen wie die Britin Charlotte Rampling (Lemming) oder die US-Amerikanerin Maria Bello (A History of Violence) durchsetzen konnte. Den ersten Sieg einer israelischen Schauspielerin in Cannes widmete Laslo ihrer Mutter und rief in ihrer kurzen Dankesrede Israelis und Palästinenser zum Dialog auf, „um die Probleme zu regeln“. 2007 gehörte sie neben Jeff Goldblum und Willem Dafoe zum Schauspielensemble von Paul Schraders Holocaust-Drama Ein Leben für ein Leben – Adam Resurrected, dessen Premiere sie auf den 57. Filmfestspielen von Berlin beiwohnte.

## Filmografie (Auswahl)
- 1975: Givʿat Chalfon Eina ʿOna
- 1977: Hatzilu et haMatzil
- 1978: Belfer
- 1978: Millioner beTzarot
- 1981: ʿAm Yisraʾel Chai
- 1983: Kuni Leml b'Qahir
- 2003: Alila
- 2005: Free Zone
- 2008: Schivʿah
- 2008: Ein Leben für ein Leben – Adam Resurrected (Adam Resurrected)
- 2009: Ultimatum
- 2010: Chavurat Rosch Kruv
- 2011: Pourquoi tu pleures?
- 2014: Anderswo
- 2020: Laila in Haifa
- 2024: Shikun

## Auszeichnungen

### Ophir
- 2003: nominiert als Beste Nebendarstellerin für Alila
- 2005: nominiert als Beste Hauptdarstellerin für Free Zone

### Weitere
Internationale Filmfestspiele von Cannes
- 2005: Beste Darstellerin für Free Zone